# Benakanahalli, Indi
Benakanahalli là một làng thuộc tehsil Indi, huyện Bijapur, bang Karnataka, Ấn Độ.